# アルジェリア内戦
アルジェリア内戦（Algerian Civil War）とは1991年に始まったアルジェリア政府軍と複数のイスラム主義の反政府軍との間の武力紛争である。
フランス語では、「暗黒の10年（La décennie noire）」「テロルの10年(La décennie du terrorisme)」「残り火の時代 (L'années de braise)」(Hamit Bozarslanによる))と呼ばれる。

## 概要
未だに正確な死傷者数は数えられていないが、 およそ4万4000人から20万人の間と推定されている。1990年当時のアルジェリアの人口は2501万であり、2000年の人口は 3119万3917人である。

70人以上のジャーナリストがイスラム主義の治安軍組織によって暗殺された。
内戦は政府軍の勝利によって効果的におわり、2002年にはイスラム救国軍が降伏し、イスラム武力勢力は敗れた。しかし法的には、戦闘は未だに各地で継続されている。
1991年にイスラム主義政党、イスラム救国戦線 (FIS, フランス語: Front Islamique du Salut)がアルジェリア国民の中で人気を獲得するなか、イスラム救国戦線の勝利を恐れた、政府与党のアルジェリア民族解放戦線 (FLN)が予備選直後に選挙を中止した。 このときアルジェリア軍は効果的に政府の統制を取り払い介入した。多党制を容認する シャドリ・ベンジェディド 大統領を大統領府から強制的に退去させ、イスラム救国戦線は追放され、多数のメンバーが逮捕された。イスラム主義者のゲリラ兵は急速に出現し、政府とその支援者に対する武装闘争を開始した。
反政府軍は複数の武装勢力を形成した。それらは山岳地を拠点とするイスラム武装運動(MIA)と都市を拠点とする武装イスラム集団 (GIA)を主としていた。反政府軍は当初はアルジェリア陸軍と警察を標的としていたが、武装勢力のなかにはすぐに民間人を攻撃するものもいた。1994年に政府とイスラム救国戦線の投獄された指導部との間の交渉が高まりを見せる最中に、イスラム武装集団はイスラム救国戦線とその支援者に対して宣戦布告をした。その間にイスラム武装運動と様々な小さな勢力は再編成されてイスラム救国戦線に忠実なイスラム救国軍 (AIS)となった。
交渉決裂直後の1995年のアルジェリア大統領選挙では1992年のクーデター以来初めて軍出身の候補者リアミヌ・ゼルアルが当選した(彼自身は前者の積極的な参加者であり、ベンジェディドのFLN政権では軍の重要な地位にあった）。
GIAとAISの紛争は激化した。翌1996年以降もイスラム武装集団は周辺地域や集落を標的とした一連の虐殺を開始した。証拠のなかには政府の関与を示唆するものもあった。これら虐殺は議会選挙がある1997年にピークに達した。この議会選挙では新たに創設されたかつての軍人による政党民主主義国民連合 (RND)が勝利した。
1997年に、双方からの攻撃の下、イスラム救国軍は一方的に政府との停戦に応じた。イスラム武装集団は様々な新たな掃討作戦に反対する様々な泡沫集団への分割によってバラバラにされた。
大統領選挙ののち、アブデルアジズ・ブーテフリカ新大統領は、1999年に新しい法律でほとんどの反乱軍に恩赦を与えた。これで反乱軍の意欲はの大半は「改悛し」（と呼ばれる）、反乱軍兵士らは通常の生活に戻った。政府の効果的な勝利により、暴力はあらかた減少した。イスラム武装集団の固有の残党は翌年には捕捉され、2002年までには実質的には消滅した。
1998年にカビリで形成されたイスラム武装集団の残党は「説教と戦闘の為のサラフィー主義者集団」(GSPC)と呼ばれ、恩赦を拒否している。
この集団は民間人に対する無差別殺戮により社会から乖離していたが、戦闘員からなる軍を標的とした古典的な「イスラム武装運動・イスラム救国軍の戦略」に回帰した。

2003年10月に彼らはアル＝カイーダ支援を表明した。

そして、2006年にはアイマン・アッ＝ザワヒリが両方の集団の間の連帯を「祝福した（"blessed union" ）」翌2007年にはこの集団は名称を「イスラーム・マグリブ諸国のアル＝カーイダ機構(w:Al-Qaeda in the Islamic Maghreb)」と変更し、活動を継続している。

## 選挙の放棄とゲリラ戦の開始

イスラム救国戦線が多数を占めた地域
イスラム救国戦線が50%を占めた地域
イスラム救国戦線が多数を占めなかった地域
決定できず
有効なデータなし1991年のアルジェリア議会の各州でのイスラム救国戦線の議席配分の状況。イスラム救国戦線が人口密集地域を制していることがわかる。

軍にはこの結果は容認しがたいものであった。圧倒的な支持を得ていたイスラム救国戦線は、pouvoirの統治を非愛国的で旧宗主国のフランス的であり、財政的にも腐敗していると非難した。さらに、アメリカ合衆国の国務長官エドワード・ジェレジャンが「一人に、一票、一回だけ」と話したことのように、イスラム救国戦線の指導部内で望ましい民主主義についての考え方が分かれていることを危惧する者もいた。
1992年の1月11日、軍は選挙のプロセスを取りやめシャドリ・ベンジェディド大統領を辞職させたうえで追放し、無所属の軍人ムハンマド・ブーディアフを大統領に就任させた。しかし3月29日に彼はボディガードの一人 L.ブーマアラフィー中尉に暗殺された。この暗殺事件は1995年に秘密裁判で判決が言い渡された。判決は実行されなかった。それゆえ、イスラム救国戦線のメンバーの多くが逮捕された。その数は軍の記録によれば5000人ほどでありイスラム救国戦線によれば3万人である、逮捕者には アブドゥルカードゥル・ハシャニも含まれている。監獄は収容に不十分なスペースであり、サハラ砂漠に収容所が設置された。あごひげを生やした男たちはイスラム救国軍のシンパとして逮捕されないように、彼らは収容者の建物から離れるのを恐れた。
緊急事態宣言がなされ、多くの通常の憲法上の権利が停止された。発生した抗議運動の全部が抑圧され、アムネスティ・インターナショナルのような人権組織は、政府が拷問の使用と、容疑者の礼状あるいは裁判なしでの勾留が頻繁に行われていることを報告した。3月4日に政府は公式にイスラム救国戦線を解散させた。
自由が維持されたイスラム救国戦線のわずかな活動家の多くが、これに対し宣戦布告を行った。国の広範において、残留していたイスラム救国戦線の活動家は自分たちとはラジカルすぎるイスラム主義者に従い、使用できるあらゆる兵器をとり決起し、ゲリラ兵となった。彼らの最初の治安組織への攻撃はクーデターから1週間のちに始まり(ゲマル事件は数えない)、兵士と警官は急速に狙われるようになった。
内戦当初には、ゲリラ兵はほぼもっぱらアルジェリア北部の山岳地域を拠点としていたので、森林と茂みの覆いはゲリラ戦には適したものであり、都市の特定の地域では、つまり人口が少ないが石油が豊かなサハラ地域は内戦の期間中はほとんど平穏なままであった。これは政府の資金源である石油の輸出には全く影響を受けていなかったことを意味する。
緊張状態に経済が加わった。その年、長年続いた食糧への助成金のほとんどが終了し、経済はさらに大きく崩壊した。無傷らしいブーディアフに希望が向けられたが、6月下旬彼自身の警備員の弾丸に倒れすぐに希望は打ち砕かれた。その後まもなくアバッシ・マダニとアリ・ベンハジに懲役12年が宣告された。
8月26日までに一部のゲリラが政府と同じように市民を標的にし始めたことが明らかになった。ウアリ・ブーメディアン空港への爆撃では9人が死亡し128人が負傷した。FISはほかの主要政党とともに爆撃を非難したが、FISのゲリラへの影響力には限界があった。
当初の戦闘は、過激な小集団タクフィル・ワル・ヒジュラ とアフガン帰りの戦士によって率いられたものであった。しかし、最初に現れた大規模な武力運動はクーデター後にすぐにはじまった、イスラム武装運動(MIA)であった。
この集団は元戦士のアブデルカダル・シェブティに率いられており、彼は選挙期間中はFISから距離をおいていた年季の入ったイスラム主義者であった。 
1992年2月、元戦士、アフガン帰り、元FISの秘書長のサウド・メクルフィがイスラム国家のための運動 (MEI)を設立した。 
全体的なシェブティの指導体制を受諾し、さまざまな集団が統合のための会議を催した。
9月1日、タメスギダにて、シェブティは運動の規律の欠如に関して懸念を表明し、特にアルジェリア空港への攻撃を憂慮した。この攻撃は彼は容認していなかったし、支援を渋っていたものである。
タクフィル・ワル・ヒジュラと「アフガン帰り（the Afghans）」 (ヌールディーン・セディキの指導)MIAに合流することで一致した。しかし会合は特殊部隊によって妨害された。この特殊部隊はあらゆる会合を妨害してきた疑惑あるものであった。
秘密の機関紙とMIAのラジオ局によってFIS自身はアンダーグラウンドのネットワークを作り、1992年から海外から公式の表明文をだすようになった。
しかし、この時点でFISでのゲリラ運動の意見はさまざま入り乱れていた。多くのものにFISが支援されていた時、「アフガン帰り」に率いられた主要な党派は彼らを非イスラム主義的活動をする政治的集団を見なした。したがってFISの表明を拒否した。

### 1993年
1993年にアブデルハク・ラヤダは自身のグループのシェブティの独立を宣言した。新しい集団はイスラム武装集団(GIA,Groupe Islamique Armé)と呼ばれた。この集団はアルジェとその近郊の都市環境では特に突出したものとなった。「政治的多元主義は煽動に等しい」と断言し、政府とFISの双方に反対の立場をとる強硬路線をとった。

そしてFISとMIAの指導者の何人かを殺害もしくは脅迫した。イスラム武装集団はMIAよりも注意深くなく、思想的訓練を主張していた。治安警察は定期的にGIAに潜入しており、 立て続けに指導者を殺害すると、素早くGIAの指導部を転覆させる結果を出した。
1993年はゲリラ運動の中での党派はいっそう別々に分化することとなった。マキに集中する、MIAとMEIは国家に対する軍事戦略の発展を試みた。とくに治安当局を標的にし、政府の施設を爆破もしくは破壊した。
しかしながら、この端緒からも、都市に集中していた、GIAは公職に就くものは誰でも殺害するように呼びかけ実行した。その対象は教師や公務員のような公職についている民間人も含まれていた。
GIAは、「ペンでイスラム主義と戦うジャーナリストたちは剣によって非業の死を遂げるだろう」と言い、タハール・ジャウトのようなジャーナリストや知識人も暗殺した。

GIAは彼らの禁令によって住まいを追われた民間人を標的にすることによって攻撃を激化させた、1993年の終わりには「この期間（1か月）を過ぎるものは皆、自身が急死するこのに責任を負うであろう」と宣言し、外国人の殺害も開始した。

目立った殺害事件ののち、ほぼすべての外国人がアルジェリアを離れた。じつに（しばしば違法）アルジェリア人出国者も実際に増加した。人々は退避の方法を探していたのである。同時に、他国がアルジェリア人に与えるビザの数も落ち込んだ。

## 交渉の失敗とゲリラ兵の内紛
暴力は1994年を通じて継続された。経済はこの時期に改善されはじめているのに。続くIMFとの交渉では政府は、かなりの財務的僥倖を提供し、債務返済に成功した。
そして、さらに400億フランを経済自由化への回帰のために国際共同体から得た。それは、戦闘が当面継続することが明らかになり、リアミン・ゼルアル将軍は国家最高評議会の新たな議長に任命された。
彼は「撲滅派(éradicateur)」と呼ばれる武装党派よりむしろ、「対話派（dialoguiste）」に属している。
事務所を構えるとすぐに、彼は投獄されたFISの指導者との交渉を開始するとともに、激励のために一部の囚人を解放した。
話すことは政治的スペクトラムを切り崩す。最大の政党、特に社会主義 国民解放戦線（FLN） とカビル 社会主義戦線（ FFS）は和解を呼びかけ続け、とりわけアルジェリア労働者連合 (UGTA)は熱心であった。しかし超世俗主義者「文化と民主のための集団 （RCD）」—（「撲滅者」側）のような小さな左翼集団とフェミニスト集団は含まれていなかった。
自由アルジェリア青年団 (OJAL)のような政府側の軍組織の少数が登場し、民間のイスラム支持者を攻撃し始めた。1994年3月10日、1000人（主にイスラム主義者）以上の投獄者はタズル監獄から脱獄した。この監獄でゲリラの主要なクーデターが起きた。 
のちに、陰謀論者が、ここが治安軍がGIAに潜入する舞台となったと示唆した。
その間に、1994年ケリフ・グスミ (3月以来指導者)のもとでGIAは最も目立ったゲリラとなった。
5月に、MEIのサイード・マカルフィと一緒に、投獄されなかった指導者らのように見かけ上の打撃に苦しんだFISは、GIAと一緒になった。GIAは1993年11月以来FISらに対する死の脅威を発し続けてきたのでこれには多くの観察者が驚いた。
彼らはそれはGIAの内部からの変化と同様にFISの内部抗争の結果だと解釈している。
8月26日に、GIAはカリフの地位、イスラム政府をアルジェリアに宣言し、グスミが信仰の指導者（カリフ）と称した。しかし、わずか翌日にはサイード・ムクルフィは、GIAはイスラムから逸脱したことと、このカリフの地位はかつてのFISの指導者モハメド・サイードによってGIAから継承した努力の一つと主張し、彼のGIAからの撤退を発表した。
GIAはいつもの攻撃を継続し、特にシェブ・ハスミのような芸術家の暗殺をし、8月にはイスラムの徹底が不十分な学校への砲火の脅迫を実践活動に加えた。
FISに忠実なゲリラは疎外を恐れ、軍の統合を試みた。1994年7月にFISへの忠誠を宣言し、そうして交渉におけるFISの手を強化し、MIAとMEIの残りと、さまざまな集団と一緒に、「イスラム救世軍」に統合された(この言葉はかつて旧FISのゲリラについて一般的なレベルで使用されたことがあった)。
1994年の終わりまでに、彼らは東西のゲリラの半分を統制下に置いたが、首都周辺の中央の20％GIAの拠点であった。
彼らはGIAの「抑圧に無関係な」女性、ジャーナリスト、民間人、学校への放火運動を標的とする無差別殺人を非難するコミュニケを発表した。
10月の終わりに、政府はFISとの交渉の失敗を発表した。代わりにゼルアリは新しい計画に着手した。
彼は、軍内部のラマリとゲリラと戦う村落での自警団のような「撲滅者（"eradicationists"）」を増進し、1995年に大統領選挙を予定した。
1994年の終わりは特筆すべき暴力の急増が見られた。1994年以降、アルジェリアの孤立は深まり、モロッコとの国境は閉鎖され、外国の主要航空会社は運行を取りやめ、ロイターをはじめとする外国の報道機関がアルジェリアを離れた。
6月にアルジェリア政府は政府広報がカバーしていないテロ関連の報道から国内メディアを排除する命令を出した。その結果、ニュースの取材によって結果として生じるギャップはいっそう悪化した。

ごく少数の指導者、ラバー・カビルは海外に逃亡した。
1994年11月に、ローマに拠点を置くサンテジディオ共同体の招待に、彼らはローマで両方のイスラム主義者と世俗主義者(FLN, FFS, FIS, MDA, PT, JMC)が交渉した。
彼らは1995年1月14日に「サンテジディオ・プラットフォーム」という相互的な協定を発表した。これは一連の原則を示した。人権の尊重、多党制、軍政と独裁の拒絶、アルジェリアの国家アイデンティティの不可欠な側面としてイスラムとアラブ、ベルベルの民族的アイデンティティの承認、FISの指導者の解放、一切の超法規的な殺人と拷問の終結である。
多くの驚きに、アリー・ベルハジは協定を承認した。これはFISも他の反対派と並んで法的な枠組みの中に戻ることを意味していた。
しかし、政府自身、決定的な合意は不明である。それを議論したにもかかわらず、 1995年のサンテジディオ共同体の交渉を仲介したアンドレア・リッカルダの発言は「プラットフォームは、アルジェリア軍を単なる軍事的対決から解放し、彼らに政治的行為（1995年の大統領選挙）による反応を強いることになる」。
その数か月後には投獄されていたイスラム主義者の100人のうち一部が セルカジ監獄暴動で殺害され、治安軍はアイン・デファラでの戦いで大勝利し、結果としてゲリラ兵数百人が死亡した。
ケリフ・グスミは最終的にはジャメル・ジトゥニのからGIAの代表を継承した。
ジトゥニはGIAの攻撃をフランスに拡大し、1994年12月にエール・フランス航空8969便をハイジャックし、爆破テロを1995年を通じ継続した。
アルジェリアでは、彼はフランス同様に、従来の犠牲者同様に自動車爆破テロと音楽家、スポーツ選手、ヴェールをつけない女性の暗殺を継続した。
この場において、
この段階では攻撃の多くの一見したところ逆効果の情勢は、FISはアルジェリアの秘密当局によって潜入されたという憶測(海外のFISによって強化された)を招いた。 
アルジェ市、とくに南部地区はGIAの支配下に置かれるようになり、彼らはそこを「解放区」と呼んだ。のちにそこは「死のトライアングル」として知られるようになった。
AISとGIAの戦闘の報告は増加し、GIAはパリでFISの共同設立者アブデルバキ・サフラウイを暗殺し、FISとAISの指導者にたいして脅迫を繰り返した。
この時点で、外国の情報源では2万7000人が死亡したと見積もっている。

## 政治の再開と自警団の登場
FISとの交渉の決裂のあと、政府は大統領選挙を実施した。1995年11月16日、リアミン・ゼルアリ が60％の得票率で大統領に選ばれた。
選挙はイスラム主義者のマフムド・ナフナー (得票率25%)とヌルディン・ブクルーを含む多くの候補者で争われた。 

結果は様々な人気のある意見、政策は言うに及ばず世俗主義からの支援と、暴力を終息させたいという欲求にたいするイスラム主義にたいして反対意見を反映した。
アルジェリアの政治が正常化する希望が高まった。
ゼルアルは1996年の新憲法を進めることで、これを追認し、さらに大統領の権限を強化し、選挙で選ばれた代表者と大統領が任命した者からなる二院制を加えた。 
1996年11月、草案は国民投票で可決された。
公的な得票率は80%とされるが、この選挙の投票はモニターされておらず、この高い得票率の主張はほとんど信じがたいものだと考えられた。
政府の政治的動きは、前政府の軍の輪郭の実体ある増加と統合された。
単に「愛国者」と呼ばれた「自警団」は、軍によって訓練され、政府から武器を与えられ、委託された地域住民からなり、はゲリラが活動している場所の近くに設立され、国営テレビにおいて推進された。
プログラムは国のいくつかの地域でよく受け取られたが、不評もあった。自警団は翌年以降に増加し特に1997年の虐殺以降は急増した。
選挙の結果は武装集団はへの阻止である。武装集団は選挙のあと急速に具体的に際立った増加を見せた。
FISのラバー・ケビルは、一層懐柔的な政府へのトーンによる人気のあるモードへの明らかなシフトにたいして返答したが、彼はFISとAISの一部によって非難された。
GIAは内訌が先鋭化した。選挙の直後、その指導者は、GIAの乗っ取りを試みたと非難し、GIAと一緒だったFISの指導者を殺害した。
このパージはGIAの崩壊を加速させた。
最後まで公的には離脱はしなかったのだが、ムスタファ・カルタリ、アリー・バンハジャールとハッサン・ハッターブの党派は皆、1995年に始まったジトゥニの指導体制を拒否した。
12月、GIAはAISの中央アルジェリアの指導者アズディーヌ・バアを殺害し、1月にAISを敵の一つとして、戦うことを誓った。特に西部で。

## 虐殺と和解
1996年にGIAのリーダージャムル・ズィトゥーニが旧GIAの派閥から離脱した者の一人に殺された。そしてアンタル・ズアーブリが後継者となった。彼は前任者と同様の血まみれのリーダーになるのであった。
1997年の議会選挙は3月5日に開催された。選挙はこの年に Zéroualの支援で結成された国民民主連合 (RND)が制し、380議席中156議席を占めることになった。続いて「平和のための社会運動」（MSP） (ハマスは改名の必要があったので)はじめとする政党とFLNが60議席以上を獲得した。
この選挙に関する見方は様々で、野党のほとんどが不満を示した。そしてきわめて新しいRNDの躍進は疑いを以って驚かれた。
RNDとFLNとMNPは連立政権を樹立し、RNDのアフマド・ウヤヒーヤがこの政権の首相となった。ここにFISに対する政権側の歩み寄りのヒントがあった。アブデュルカドゥール・ハシャーニは釈放され、アッバーシ・マダニは拘留を解かれた。

### 集落での虐殺

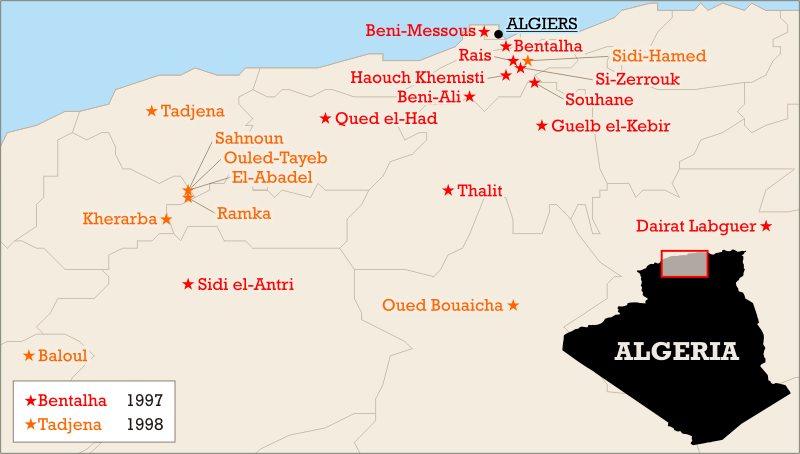
1997年から1998年の間に50人以上が虐殺された場所。

ところが、あらたに重大な問題が現れた。4月のタリットの虐殺(w:Thalit massacre) に入ったころに、アルジェリアはきわめて凄惨で未曾有の規模の虐殺行為に苦しむことになった。
以前の虐殺は紛争中に発生したが、だいたい小規模なものであった。一般的に村や近所を標的に犠牲者の年齢や性別を度外視したもので、何十人、ときには、何百人もの民間人が殺された。
これら虐殺は、政治的状況の性格を少なからず変化させながら、1998年の終わりまで継続した。アルジェリアの南部と東部地域、1991年の議会選挙でにFISを強くし支持した地域は、特に被害が甚だしかった。特にライス と バンタルハの虐殺は世界中に衝撃を与えた。虐殺時には妊婦の母胎は切り開かれて胎児はバラバラに切り刻まれるか塀に投げつけられた。男たちの四肢は切断されていた。虐殺者は若い娘を性奴隷として連れ去った。しかしながら バンタルハの虐殺の生存者のヌスルラー・ユスによる証言は、誇張があるかもしれないが、襲撃者のはっきりした雰囲気をあらわしている。
「我らは毎晩汝の女と子らを凌辱し、汝の血を飲む。汝か逃げたとしても、我らは明日には戻りて汝を殺す！我らは汝を汝の神のもとへと送り込むためにここにいるのだ！」
これらの虐殺に関するGIAの責任は係争中であり、GIAはふたつの虐殺(メディアにたいしては、殺害は「神への供物」、犠牲者は「専制者の"impious"な支援者」と呼んでいた)に関しては無実を主張し、その民間人に対して虐殺を行う方針は、GIAから離脱していた説教と戦闘のためのサラフィスト集団による常套手段だという見方を示した。 
この段階ではこれは明らかに、政府との戦いに積極的ではないアルジェリア人すべては背教者であるという点で腐敗しており、これを殺すことは義せられると信じる 「タカルフィル主義者」 のイデオロギーと見做されてきた。ズアブリの未確認のコミュニケにおいて、「我らと行動を共にしないものは全て背教者であり、万死に値する」と表明されていた。
"
いくつかの事例において、それは以下のように示唆されていた。GIAは村の「愛国者プログラム」への参加による虐殺に関与することに乗り気であったし、彼らにはこのプログラムは不信心の証拠に見えた、と。他方、他の勢力(例:w:Mustapha Kartaliの離脱派)との競合は一つの役割を果たした。
アムネスティ・インターナショナルとヒューマン・ライツ・ウォッチの報告によれば、

軍のバラックは村の中に100m以下ごとに設営されていたが、虐殺を止めるのに無為無策であった。ほぼ同時に、多くの人々がアルジェリアの治安当局から見捨てられた（w:Habib Souaidia）と言いだし、西隣りの国々に逃げ、治安当局自身も虐殺のいくつかに関与したと主張した。

これらと他の細部の記録は、国家がいくつかの方法でGIA（特に治安当局による浸透を通じて）とFIS自身と手を結んでいたのではないか（ヌスルラー・ユスによって一般化したセオリー）という疑惑を引き起こした。

この示唆はアルジェリア司令部の中のものを激しく挑発し、多くの学者によって否定され

たが、彼ら以外はそれはもっともらしいものと認識した。

これに対して、ザズィ・サドゥーのようなアルジェリア人は、襲撃者は覆面をしておらず、彼らは地域の急進派として認識されていた、選挙で当選したFISのメンバーがいたケースさえもあるという虐殺からの生存者の証言を収集した。「アトランティック・マンスリー（w:The Atlantic Monthly）」にて、ロバート・D・カプランは政府が虐殺に関与したとのあてこすりを否定し「アルジェリアの発展を見てきた人々にとって、アルジェリア国家の中の不吉なcomplicitiesが暗殺に巻き込まれ、虐殺は中傷だ」と書いた。

しかし、ユーセフ・ブアンドゥールは以下のように記す。「説明のあるなしにかかわらず、人は暴力かもしれないと認識していて、当局への信頼は、軍のバラックが近くにいながら救出もされずに虐殺で廃墟寸前となった村の存在によって、変質してしまった」と。

AISは、政府と同様に、GIAとの戦いに従事していた当時、支持が不安定なまま設立された。GIAにはこれはいっそう強力な敵に見えた。AISのメンバーは自分たちを非難されることよりもGIAが虐殺を非難することを恐れた。1997年9月21日、AISの指導者マダニ・ムラグは、10月1日には一方的かつ無条件の停戦を開始するよう命令した。これら「忌まわしい虐殺の陰に隠れる敵を引きずり出す」ためにである。こうしてAISは、政府とGIAとの闘争のための戦闘の規模を縮小し、政治的方程式の外に自身の身を置くことになった。そしてさまざまな小規模な勢力は次第にGIAから離反していった。
1997年2月に、アリー・バンハジャールのFIS-忠誠派ダアワとジハードのためのイスラム連盟 (LIDD)が結成され、AISと同盟し、同じく停戦に参加した。それから向こう3年、AISは漸次、メンバーの恩赦について交渉するようになる。

## イスラム武力集団の壊滅と「説教と戦闘の為のサラフィー主義者集団」の継続
行動に対ための国際的なプレッシャーを受けたのち、EUは二つの代表団を派遣した。その一つはマリオ・ソアレス元ポルトガル大統領によって率いられた代表団であり、1998年の上半期にアルジェリアを訪問し虐殺を調査した。この代表団のレポートはイスラム武装団を非難していた。町々はすぐに平穏になったが、虐殺は農村部では継続されていた。民間人虐殺のGIAの方針は、このときすでに虐殺を拒否する指揮官たちの離反を発生させていた。このGIA内部の不和は1998年の9月14日の説教と戦闘の為のサラフィー主義者集団 (GSPC)の結成によって公のものとなった。彼らはカビラ西部の山岳地帯を拠点としておりハッサン・ハッターブに率いられていた。
9月11日ゼルアルの辞任に人々は驚いた。1999年4月15日に選挙が行われ、かつての独立戦争の闘士であったブーデフリカが選挙で選出され、政権に復帰した。当局によれば74%の得票率であった。他の全ての立候補者は違法選挙を懸念して、すぐに選挙から手を引いた。
ブーデフリカはAISとの交渉を継続し、6月5日には、原則としてAISは解散するとの合意にこぎつけた。ブーデフリカは「市民和解法」を推進し、軽微な犯罪で有罪判決を受けて収監されている多数のイスラム主義者に恩赦を与えた。「市民和解法」は殺人あるいは強姦を犯していないイスラム主義戦士はあらゆる訴追から免れることを保障したものであった。
1999年の9月16日の国民投票で「市民和解法」は承認され、ムスタファ・カルタリを含む多数の戦士が同法を利用して、投降した。彼らはゲリラに苦しめられてきた人々の怒りを買いながらも通常の生活に復帰した。
この結果にFISの指導部は不満を表明した、AISがなんら問題を解決しないままに戦闘を停止したと感じたからであるが、 アブドゥルカードゥル・ハーシムのような監獄の外の主な声は11月22日に暗殺された。暴力は減少したが完全になくなったわけではなかった。正常化への第一歩はじまったのである。
2000年1月11日に、政府との恩赦に関する特別な交渉があり、AISは完全に解散した。翌年からGIAは軍事作戦によって徐々に消滅させられ、2002年のアンタール・ズワブリの死で完全に無力化した。政府のこのような努力は2001年の9月11日の同時多発テロののち評価を押し上げ、アメリカ合衆国のアルジェリアへのシンパシーを増大させた。それはGIAとGSPC の活動資金の凍結と、軍への赤外線ゴーグルの供給によって具体的に表れている。
GIAの減少とともに、GSPCは最大の反政府勢力ではなくなった。2003年には戦士の数は300人ほどであった。

彼らは、警察や軍の孤軍に対する暗殺テロをそこの地域で継続させ、また南部のサハラ地域へと拡大させようとしており、アマリ・セフィー (通称"Abderrezak el-Para",「落下傘のアブドゥルザク」)に率いられた集団は、人口がまばらなマリ、ニジェール、チャドのサヘル地域への逃走を余儀なくされる前の2003年に多数のドイツ人旅行者を誘拐した。サヘル地域で「落下傘のアブドゥルザク」は逮捕され、2003年までに集団の創設者は、いっそう過激なナービル・サラウィにとって替えられた。彼はアルカイダ支援を表明したため、強硬な態度のアルジェリア政府はアメリカ合衆国と手を結んだ。仄聞によれば彼はその後まもなく殺害され、2004年にアブー・モッサーブ・アブドゥルウアドゥードが指導者の地位を継承したという。 

## 2004年大統領選挙と恩赦
2003年のイスラム救国戦線の指導者、マダニとベルハディジュの解放は状況に明白な影響はなく、2004年の大統領選挙で深まるであろう新政府の自信を示しており、ブーデフリカは二大政党と第3の政党の派閥の支援により85%の得票率で再選された。
投票は、ブーデフリカの対ゲリラ政策と長期間の暴力の終結の成功に対する強力な人気の確認として見られた。

2005年9月、「1999年法」同様に、もはや戦闘を停止している個人に対する法的な審理の終結と、政府軍に殺された人々の遺族への補償の付与ために、ブーデフリカの提唱で、恩赦を下す是非を問う国民投票が行われた。、 
この物議を醸す「平和と国民和解のための憲章」は国民の80%の参加と97%の賛成票を以って成立が宣言された。アルジェリアにおけるキャンペーンの条件はフランスの報道機関、とくに『ル・モンド』や『リュマニテ（w:L'Humanité）』などに批判された。
例えば、行方不明者の家族を代表するNGO「ソムー（Somoud）」の創設者で弁護士のアリー・ムラーベは、この憲章は「犠牲者に加害者に対する許しを与えるのを強要するもの」と反対した。彼はイスラム救国戦線が真に消滅するまで疑念を維持し、人々がもはやイスラム救国戦線を支援しなくなるときにさえなお、彼が否定するイスラム救国戦線の事業、すなわちイスラム国家の樹立、は存在し、その脅威は残ると記している。

この提案は大統領令によって2006年2月に実装され、2006年9月29日に採択された。特に、物議をかもしたのは、投降した反政府軍の兵（凶悪犯罪は除く全てに対する）にと軍の個人に（国家防衛行為のすべてに対する）への起訴阻止条項であった。
アルジェリアの新聞「エル・カバル（El Khabar）」によれば、400人以上のGSPC兵士がこの条件のもとに投降した。これによって2005年のGSPCの規模の見積もりは300人から1000人となった。国際人権連合 (FIDH)はこの恩赦に反対した。
戦闘は下火になったが、非常事態宣言は維持された。非常事態宣言が解除されるのは2011年の2月のアラブの春という新たな反政府運動の進行によってである。

## 犠牲の代償
ブーデフリカ大統領は1999年には、のべ10万人の人々が死亡したと述べ、のちに2005年2月25日の演説ではこの内戦においておよそ15万人もの人々が殺害されたと述べた。これらの数字は 反政府軍の兵士だけでなく、国軍と民間人合わせた内戦の代償として一般的な見解である。しかしこの見積もりは多すぎるかもしれない。2008年には、戦闘、作戦、虐殺、暗殺を通じて、およそ2万6000人が殺害され、ほかに1万8000人が「行方不明」であり、秘密裏に殺害されたと推測されるとの研究結果が示された。これらを合わせると4万4000人が犠牲になったことになる。

## 注
1. ↑  Martinez 1998:162.
2. ↑  Martinez 1998:215.
3. ↑  Hagelstein, Roman (2007). “Where and When does Violence Pay Off? The Algerian Civil War”. HICN (Households in Conflict Network):  24 2012年4月11日閲覧。.
4. ↑  Hamit Bozarslan, Cent mots pour dire la violence dans le monde musulman, Maisonneuve & Larose, 2005, p.141
5. ↑  Algeria, Encyclopedia of the Nations
6. 1 2  Explaining the Violence Pattern of the Algerian Civil War, Roman Hagelstein, Households in Conflict Network, pp. 9, 17
7. ↑  Entre menace, censure et liberté: La presse privé algérienne se bat pour survivre, March 31, 1998
8. ↑  [Hugh Roberts, The Battlefield Algeria 1988–2002: studies in a broken polity, Verso: London 2003, p. 269: "Hassan Hattab's GSPC which has condemned the GIA's indiscriminate attacks on civilians and, since going it alone, has tended to revert to the classic MIA-AIS strategy of confining its attacks to guerrilla forces."
9. ↑  Whitlock, Craig (5 October 2006). “Al-Qaeda's Far-Reaching New Partner”. Washington Post:  A01.
10. ↑   Algerian group backs al-Qaeda. BBC News. (23 October 2003) 2008年11月7日閲覧。
11. ↑  Abdelhak Layada, quoted in Jeune Afrique, 27 January 1994 (quoted in Willis 1996)
12. ↑  w:Sid Ahmed Mourad, quoted in Jeune Afrique, 27 January 1994 (quoted in Willis 1996)
13. ↑  Naughton, Philippe (1993年11月20日). “Islamic militants' death threat drives foreigners from Algeria”. London: The Times(quoted in Willis 1996)
14. ↑  Martinez 1998:92–93, 179.
15. ↑  Martinez 1998:228–229.
16. ↑  Ministry of Interior and of Communications confidential communiqué, quoted in Benjamin Stora (2001). La guerre invisible. Paris: Presse de Science Po.. ISBN 2-7246-0847-X, p. 25.
17. ↑  (Roberts, Hugh. “Algeria's Contested Elections”.   Middle East Report 209. 2009年2月16日閲覧。
18. ↑  Nesroullah Yous & Salima Mellah (2000). Qui a tué a Bentalha?. La Découverte, Paris. ISBN 2-7071-3332-9
19. ↑  w:El Watan, 21 January (quoted in Willis 1996)
20. ↑  （2003年10月13日時点のアーカイブ）
21. ↑  html
22. ↑  "Police role in Algerian killings exposed", The Observer, 11 January 1998; "Algeria regime 'was behind Paris bombs'", Manchester Guardian Weekly, 16 November 1997; Habib Souaidia, La sale guerre, Paris: La Découverte, 2001.Quote:（2002年9月21日時点のアーカイブ） "'When I enlisted into the Algerian army in 1989, I was miles away from thinking that I would be a witness to the tragedy that has struck my country. I have seen colleagues burn alive a 15-year-old child. I have seen soldiers disguising themselves as terrorists and massacring civilians. ")
23. ↑  “Anwar N. Haddam: An Islamist Vision for Algeria”. Middle East Quarterly. (1996年9月) 2013年1月18日閲覧。
24. ↑  Kalyvas, Stathis N. "Wanton and Senseless?: The Logic of Massacres in Algeria" Rationality and Society 1999; 11: "Still, there is substantial evidence that many among the deadliest massacres have been perpetrated by Islamist guerrillas. The most important evidence comes from testimonies of survivors who were able to identify local Islamists among the attackers (see below). In fact, survivors who openly accuse the army for its failure to intervene also expressed no doubt about the identity of the killers, pointing to the Islamist guerrillas (e. g. Tuquoi 1997). Moreover, some of the troubling aspects of this story can be explained without reference to an army conspiracy. For example, in civil wars prisoners tend to be killed on the spot rather than taken prisoner (Laqueur 1998).11 Militiamen, the most likely to capture guerrillas, have openly stated that they took no prisoners (AI 1997b: 17). Journalists working in the field have found credible testimonies in support of the thesis that most massacres are organized by the rebels (Leclère 1997; Tuquoi 1997 among others). European foreign ministries believe that it is Islamist guerrillas who are responsible for the massacres (Observer 9 February 1998). Although, it is impossible to know the full truth at this point (see Charef 1998), the assumption that many massacres were committed by the Islamist guerrillas seems plausible and is widely adopted by area experts (Addi 1998: 44) and other authors (Smith 1998: 27). Likewise, the reluctance of the army to intervene and stop some of these massacres is also beyond doubt."
25. ↑  George Joffe（2004年7月27日時点のアーカイブ）, "Report: Ahmad Zaoui", 3 June 2003, p. 16 : "Under Zouabri, the extremism and violence of the GIA became completely indiscriminate, leader to the horrific massacres of 1997 and 1998 – although, once again, great care must be exercised over these incidents as it is quite clear that the greatest beneficiary from them was the Algerian state. There is considerable indirect evidence of state involvement and some direct evidence as well, which is discussed below." See also Martinez 1998:217: "So might the GIA not be the hidden face of a military regime faced with the need to rearrange its economic resources?"
26. ↑  Shadow Report on Algeria p. 15. note 27: "Some fundamentalist leaders have attempted to distance themselves from these massacres and claimed that the State was behind them or that they were the work of the State-armed self-defense groups. Some human rights groups have echoed this claim to some extent. Inside Algeria, and particularly among survivors of the communities attacked, the view is sharply different. In many cases, survivors have identified their attackers as the assailants enter the villages unmasked and are often from the locality. In one case, a survivor identified a former elected FIS officials as one of the perpetrators of a massacre. Testimonies Collected by Zazi Sadou."
27. ↑  Roger Kaplan, "The Libel of Moral Equivalence" in The Atlantic Monthly, August 1998; p.18: "To people who had been watching Algeria's evolution, the assumption that sinister complicities within the Algerian state were involved in the assassinations and massacres was libelous. I thought of Khalida Messaoudi, a forty-year-old former teacher and political activist who went into hiding after being sentenced to die by those who shared the ideology of the killers who descended on Had T'Chekala. Among democratic, humanrights, and feminist organizations very few have expressed support for Messaoudi. In the United States only the American Federation of Teachers has recognized her struggle for human rights. She was condemned for being an impious, Zionist (she is a nonpracticing Muslim), loose, radical woman, and thousands of women in Algeria have been killed for much less. Sixteen-year-old girls, for instance, have been dragged out of classrooms and slaughtered in school yards like sheep because the killers decreed that nubile girls should not be in school. This was the context and the background and the reality. And now, when the world paid attention, it was to suggest the involvement of government death squads."
28. ↑  "Political Violence And The Prospect Of Peace In Algeria", in Perihelion, journal of the European Rim Policy And Investment Council, April 2003
29. ↑   Profile: Algeria's Salafist group. BBC News. (14 May 2003) 2008年11月7日閲覧。
30. ↑  New chief for Algeria's Islamists, Arezki Himeur, BBC News, 7 September 2004.
31. ↑  Algérie: le "oui" au référendum remporte plus de 97 % des voix, Le Monde, 29 September 2005 （フランス語）
32. ↑  En Algérie, dans la Mitidja, ni pardon ni oubli, w:Le Monde, 28 September 2005 （フランス語）
33. ↑  Algeria: New Amnesty Law Will Ensure Atrocities Go Unpunished, International Center for Transitional Justice, Press Release, March 1, 2006
34. ↑  استفادة 408 شخص من قانون المصالحة وإرهابي يسلم نفسه, El Khabar, 25 September 2006
35. ↑  [出典無効]Algeria puts strife toll at 150,000 Al Jazeera, Thursday 24 February 2005
36. ↑  Projet de charte pour la paix et la réconciliation nationale: pas d’impunité au nom de la « réconciliation » !, International Federation of Human Rights, 22 September 2005 （フランス語）
37. ↑  “Country profile: Algeria”. BBC News. (2008年9月20日).  オリジナルの2009年2月16日時点におけるアーカイブ。 2009年2月16日閲覧。

## バイオグラフィー
- Luis Martinez (translated by Jonathan Derrick) (1998). The Algerian Civil War 1990–1998. London: Hurst & Co.. ISBN 1-85065-517-0
- Michael Willis (1996). The Islamist Challenge in Algeria: A Political History. New York: NYU Press. ISBN 0-8147-9328-2
- William B. Quandt (1998). Between Ballots and Bullets: Algeria's Transition from Authoritarianism. Washington DC: Brookings Institution Press. ISBN 0-8157-7301-3
- Marco Impagliazzo, Mario Giro (1997). Algeria in ostaggio. Milano: Guerini e Associati
- M. Al-Ahnaf, B. Botiveau, F. Fregosi (1991). L'Algerie par ses islamistes. Paris: Karthala. ISBN 2-86537-318-5
- Roger Kaplan, "The Libel of Moral Equivalence" The Atlantic Monthly Boston: August 1998. Vol. 282, Iss. 2; pg. 18, 6 pgs.
- Habib Souaidia (2001). La sale guerre. Paris: folio actuel